# 洛伦·迈耶
洛伦·亨利·迈耶（英語：Loren Henry Meyer，1972年12月30日—），美国NBA联盟前职业篮球运动员。他在1995年的NBA选秀中第1轮第24顺位被达拉斯小牛选中。